# Liste amerikanischer Metalbands
Die Liste amerikanischer Metalbands zählt namhafte Musikgruppen des amerikanischen Doppelkontinents aus dem Genre Metal auf. Hard-Rock-Bands werden nur in die Liste aufgenommen, insofern sie auch Metal spielen. Zur Aufnahme in die Liste muss Wikipediarelevanz vorhanden sein.

## Nordamerika

### Vereinigte Staaten
siehe Hauptartikel: Liste US-amerikanischer Metalbands

### Kanada
siehe Hauptartikel: Liste kanadischer Metalbands

### Grönland
| Name      | Gründung | Auflösung | Herkunft  | Genre(s)    | Anmerkungen |
| --------- | -------- | --------- | --------- | ----------- | ----------- |
| Siissisoq | 1998     |           | Uummannaq | Rock, Metal |             |

### Mexiko
| Name                                        | Gründung   | Auflösung  | Herkunft              | Genre(s)                  | Anmerkungen                   |
| ------------------------------------------- | ---------- | ---------- | --------------------- | ------------------------- | ----------------------------- |
| Abyssal                                     | 2008       |            | Tijuana               | Funeral Doom              |                               |
| Ancesthor                                   | 2009       |            | Mexiko-Stadt          | Thrash Metal              |                               |
| Cemican                                     | 2006       |            | Guadalajara           | Folk Metal, Death Metal   |                               |
| Dark Sadness                                | 1993       | 1998       | Cuernavaca            | Death Doom, Gothic Metal  |                               |
| Disgorge                                    | 1993       |            | Queretaro             | Death Metal, Goregrind    |                               |
| Here Comes the Kraken                       | 2007       |            | Aguascalientes        | Deathcore                 |                               |
| Mortuary                                    | 1988, 2008 | 1997       | Monterrey             | Thrash Metal, Death Metal |                               |
| Paracoccidioidomicosisproctitissarcomucosis | 1999       |            | Santiago de Querétaro | Grindcore, Goregrind      |                               |
| Ravager                                     | 1997       | 2003/04    |                       | Death Metal               |                               |
| Resorte                                     | 1995       |            | Ciudad Satélite       | Heavy Metal, Nu Metal     |                               |
| Strike Master                               | 2005       |            | Mexiko-Stadt          | Thrash Metal              |                               |
| Transmetal                                  | 1987       |            | Yurécuaro             | Thrash Metal              | als Temple of Acero gegründet |
| Zombiefication                              | 2009       |            | Santiago de Querétaro | Death Metal               |                               |
| Zurdok                                      | 1993, 2006 | 2001, 2006 | Monterrey             | Rock Metal                |                               |

## Mittelamerika

### Costa Rica
| Name       | Gründung | Auflösung | Herkunft | Genre(s)    | Anmerkungen |
| ---------- | -------- | --------- | -------- | ----------- | ----------- |
| Ordo Caper | 2010     |           | San José | Death Metal |             |

### Guatemala
| Name        | Gründung | Auflösung | Herkunft        | Genre(s)     | Anmerkungen |
| ----------- | -------- | --------- | --------------- | ------------ | ----------- |
| Funeral Art | 2006     | 2018      | Guatemala-Stadt | Funeral Doom |             |

### Kuba
| Name      | Gründung | Auflösung | Herkunft      | Genre(s) | Anmerkungen |
| --------- | -------- | --------- | ------------- | -------- | ----------- |
| Tendencia | 1994     |           | Pinar del Río | Metal    |             |

### Panama
| Name               | Gründung | Auflösung | Herkunft | Genre(s)                                  | Anmerkungen |
| ------------------ | -------- | --------- | -------- | ----------------------------------------- | ----------- |
| Doomslut           | 2007     |           | David    | Funeral Doom, Drone Doom, Post-Industrial |             |
| Lake of Depression | 2005     |           | David    | Funeral Doom                              |             |

## Südamerika

### Argentinien
siehe Hauptartikel: Liste argentinischer Metalbands

### Brasilien
siehe Hauptartikel: Liste brasilianischer Metalbands

### Chile
| Name              | Gründung         | Auflösung        | Herkunft           | Genre(s)                                           | Anmerkungen           |  |
| ----------------- | ---------------- | ---------------- | ------------------ | -------------------------------------------------- | --------------------- |  |
| AstorVoltaires    | 2009             |                  | Santiago des Chile | Atmospheric Doom, Epic Doom, Death Doom, Post-Rock |                       |  |
| Atomic Aggressor  | 1985, 2007       | 1992             | Santiago de Chile  | Death Metal                                        |                       |  |
| Aura Hiemis       | 2004             |                  | Santiago de Chile  | Death Doom, Funeral Doom                           |                       |  |
| Bushido           |                  |                  |                    | Nu Metal, Industrial Metal                         |                       |  |
| Cenizas           | 2006             |                  | Santiago de Chile  | Metalcore, Melodic Death Metal                     |                       |  |
| Criminal          | 1991             |                  | Santiago de Chile  | Thrash Metal, Death Metal                          |                       |  |
| Evil Offering     | 1998             |                  | Antofagasta        | Thrash Metal                                       |                       |  |
| Fliegend          | 2007             |                  | Santiago de Chile  | Depressive Black Metal, Funeral Doom               |                       |  |
| Lacrymae Rerum    | 2005             |                  | Funeral Doom       | Iquique                                            | Funeral Doom          |  |
| Lethargy of Death | 2000             |                  | Santiago de Chile  | Funeral Doom                                       |                       |  |
| Mar de Grises     | 2000             | 2013             | Santiago de Chile  | Death Doom                                         |                       |  |
| Mártir            | 2008, 2014       | 2013             | Concepción         | Hardcore Punk, Metalcore                           |                       |  |
| Mourning Sun      | 2013             |                  | Santiago de Chile  | Atmospheric Doom                                   |                       |  |
| Necrosis          | 1985, 1999, 2006 | 1990, 2003, 2017 | Santiago de Chile  | Thrash Metal                                       |                       |  |
| Nuclear           | 1995             |                  |                    | Thrash Metal                                       | als Escoria gegründet |  |
| Pentagram Chile   | 1985, 2001, 2009 | 1988, 2001       | Santiago de Chile  | Thrash Metal, Death Metal                          |                       |  |
| Penuria           | 2007             |                  | Santiago de Chile  | Atmospheric Doom, Funeral Doom                     |                       |  |
| Procession        | 2006             |                  | Valparaíso         | Epic Doom                                          |                       |  |

### Kolumbien
| Name               | Gründung   | Auflösung | Herkunft | Genre(s)                               | Anmerkungen                 |
| ------------------ | ---------- | --------- | -------- | -------------------------------------- | --------------------------- |
| Betrayer F.T.M.    | 2005       |           | Cali     | Thrash Metal                           |                             |
| Daycore            | 2002       |           | Medellín | Death Metal, Thrash Metal              |                             |
| Ekhymosis          | 1988       | 1998      | Medellín | Latin Rock, Thrash Metal               |                             |
| Evil Whiplash      | 2004       |           | Popayán  | Thrash Metal                           |                             |
| Guahaihoque        | 1996, 2004 | 1998      | Cali     | Death Metal, Pagan Metal, Folk Metal   |                             |
| Guerra Total       | 1997       |           | Bogotá   | Speed Metal, Thrash Metal              | als Eternal Drak gegründet  |
| Inquisition        | 1988       |           | Cali     | Thrash Metal, Black Metal, Death Metal |                             |
| Internal Suffering | 1996       |           | Pereira  | Death Metal                            |                             |
| Legacy             | 2004       |           | Medellín | Thrash Metal, Speed Metal              |                             |
| Lucifera           | 2008       |           | Pasto    | Thrash Metal                           |                             |
| Luciferian         | 1996       |           |          | Black Metal                            |                             |
| Masacre            | 1988       |           | Medellín | Death Metal                            |                             |
| Revenge            | 2002       |           | Medellín | Black Metal                            |                             |
| Vitam et Mortem    | 2002       |           |          | Folk Metal, Black Metal, Death Metal   |                             |
| Witchtrap          | 1992       |           | Medellín | Death Metal, Thrash Metal              | als Dark Milenium gegründet |

### Paraguay
| Name       | Gründung | Auflösung | Herkunft        | Genre(s)     | Anmerkungen |
| ---------- | -------- | --------- | --------------- | ------------ | ----------- |
| The Force  | 2007     |           | Asunción        | Thrash Metal |             |
| Verthebral | 2013     |           | Cuidad del Este | Death Metal  |             |

### Peru
| Name             | Gründung | Auflösung | Herkunft | Genre(s)                   | Anmerkungen |
| ---------------- | -------- | --------- | -------- | -------------------------- | ----------- |
| Anal Vomit       | 1992     |           | Lima     | Thrash Metal, Death Metal  |             |
| Antichrist       | 2004     |           | Lima     | Death Doom, Funeral Doom   |             |
| Conflicto Urbano | 2009     |           | Lima     | Hardcore, Metalcore        |             |
| Mirthless        | 2003     |           | Lima     | Funeral Doom, Gothic Metal |             |
| Mortem           | 1986     |           | Lima     | Death Metal, Black Metal   |             |
| Sepultus Est     | 2011     |           | Lima     | Funeral Doom               |             |

### Venezuela
| Name         | Gründung | Auflösung | Herkunft | Genre(s)                                                   | Anmerkungen |
| ------------ | -------- | --------- | -------- | ---------------------------------------------------------- | ----------- |
| Cultura Tres | 2006     |           | Maracay  | Sludge, Groove Metal                                       |             |
| Laberinto    | 1989     |           | Caracas  | Crossover, Metal, Hardcore Punk, lateinamerikanische Musik |             |